# Donna con te
Donna con te è un singolo di Anna Oxa pubblicato nel 1990. Scritto da Danilo Amerio e Luciano Boero, fu presentato al Festival di Sanremo 1990 dalla cantante in abbinamento con i Kaoma, che l'hanno proposto con un testo nella loro lingua ma con uguale titolo.

## Descrizione
Il brano fu composto per Patty Pravo che però rinunciò a partecipare a pochi giorni dall'inizio della manifestazione, in quanto poco convinta del pezzo assegnatole, nonostante fosse già stato registrato e il relativo singolo fosse già pronto per essere distribuito (Italia 1990 – EPIC 6556957), con copertina curata da Luciano Tallarini. La Pravo oltre alla versione del singolo ne incise una versione in spagnolo dal titolo Locura me llamaras, inserita come b-side e alcune altre versioni con testo differente tra le quali spicca Fandango.
Tra le interpreti in lizza per la sostituzione della Pravo, oltre alla Oxa, venne presa in considerazione anche Fiordaliso. Il brano si classificò 4º.
I Kaoma ne incisero un 45 giri. Il brano venne accusato di plagio perché somigliante a Englishman in New York di Sting.

## Classifiche

### Versione di Anna Oxa

#### Classifiche settimanali
| Classifica (1990) | Posizione massima |
| ----------------- | ----------------- |
| Italia            | 7                 |
| Uruguay           | 10                |

#### Classifiche di fine anno
| Classifica (1990) | Posizione |
| ----------------- | --------- |
| Italia            | 34        |

### Versione dei Kaoma

#### Classifiche settimanali
| Classifica (1990) | Posizione massima |
| ----------------- | ----------------- |
| Italia            | 13                |

#### Classifiche di fine anno
| Classifica (1990) | Posizione |
| ----------------- | --------- |
| Italia            | 89        |